# Atanas Kolew
Atanas Kolew (bulgarisch Атанас Иванов Колев, beim Weltschachbund FIDE Atanas Kolev; * 15. Juli 1967 in Botewgrad) ist ein bulgarischer Schachspieler.
Die bulgarische Einzelmeisterschaft konnte er 1992 in Bankja gewinnen. Er spielte für Bulgarien bei vier Schacholympiaden: 1992, 1994, 1998 und 2000. Außerdem nahm er 2001 in León an den europäischen Mannschaftsmeisterschaften und an zwei Schachbalkaniaden (1993 und 1994) teil.
In Spanien spielte er für den CA Alzira-Hilaturas Presencia.
Im Jahre 1988 wurde ihm der Titel Internationaler Meister (IM) verliehen, 1993 der Titel Großmeister (GM).
| Hier fehlt eine Grafik, die leider im Moment aus technischen Gründen nicht angezeigt werden kann. Wir arbeiten daran! |

## Veröffentlichungen
- The Sharpest Sicilian, Chess Stars, Sofia 2007, ISBN 978-954-8782-56-2. (gemeinsam mit Kiril Georgiew)
- The Easiest Sicilian. Chess Stars, Sofia 2008, ISBN 954-8782-66-9. (gemeinsam mit dem nordmazedonischen GM Trajče Nedev)